# Lac De Smet
Le lac De Smet est un lac du Wyoming, aux États-Unis, situé dans le comté de Johnson.
Il est nommé d'après Pierre-Jean De Smet, prêtre jésuite et missionnaire parmi les Amérindiens de la région.